# Chagosarchipel
De Chagosarchipel of Chagoseilanden is een groep van zeven atollen, die tezamen meer dan 60 individuele tropische eilanden vormen in het midden van de Indische Oceaan.
De Chagosarchipel viel van 1965 tot eind mei 2025 bestuurlijk onder het Brits Indische Oceaanterritorium en was lange tijd het thuisgebied van de Chagossianen. De archipel werd al die tijd geclaimd door Mauritius. Eind mei 2025 werd de archipel overgedragen aan Mauritius en kwam een eind aan het Britse controle over de eilanden. 

## Geografie

### Locatie en oppervlak
De Chagosarchipel ligt ongeveer 500 kilometer ten zuiden van de Maldiven, 1600 kilometer ten zuidwesten van India, en halverwege tussen Tanzania en Java.
De Chagosarchipel bestaat uit een combinatie van verschillende koraalstructuren op een onderzeese rug. De onderzeese rug is gevormd door vulkanen boven de Réunion-hotspot en loopt vrijwel Noord-Zuid door het midden van de Indische Oceaan. De atollen liggen in een grillig patroon.
Het totale oppervlak van alle eilanden van de archipel beslaat 63,17 km². Het totale oppervlak van de archipel, inclusief de lagunes binnen de atollen, is meer dan 15.000 km². Daarvan beslaat de Great Chagos Bank, het op een na grootste atolcomplex ter wereld, met een oppervlakte van 12.642 km² het grootste deel.
De grootste individuele eilanden in de archipel zijn Diego Garcia, 27,20 km², Eagle (op de Great Chagos Bank), 2,45 km², Eastern Egmont (een van de Egmont Islands), 1,50 km², Île Pierre, 1,50 km² en Île du Coin (beide op de atol Peros Banhos), 1,28 km² en Île Boddam (een van de Salomon Islands), 1,08 km².
Het aantal atollen van de archipel wordt in de meeste bronnen gegeven als vier of vijf, plus twee eilandgroepen en twee losse eilanden, afhankelijk van hoe de Great Chagos Bank wordt meegeteld: al of niet als één grote atol.

### Grondstoffen
De primaire natuurlijke hulpbronnen van de archipel zijn kokosnoten en vis. De visindustrie in de archipel is jaarlijks goed voor een omzet van twee miljoen dollar.
Alle economische activiteit vindt plaats op Diego Garcia, waar zich zowel Britse als Amerikaanse militaire faciliteiten bevinden. Bouwprojecten en andere diensten die nodig zijn ter ondersteuning van de militaire installaties worden door het leger zelf en tijdelijke arbeidskrachten uitgevoerd. Er zijn momenteel geen industriële of landbouwactiviteiten op de eilanden. Alle voedingsmiddelen en het water voor het dagelijks leven worden per schip naar het eiland vervoerd.

### Klimaat, flora en fauna
De archipel heeft een tropisch zeeklimaat: heet en vochtig, maar enigszins afgekoeld door de passaat. Het klimaat wordt gekenmerkt door veel zonneschijn, hoge temperaturen en hevige regenbuien. De periode tussen december en februari is het regenseizoen. De jaarlijkse hoeveelheid neerslag bedraagt 2600 mm.
In de kustwateren leven haaien, schildpadden en roggen, zijdesnappers, rode snappers en tandbaarzen, aan de kust en in het binnenland vind je sternen, witkapnoddy's, jan-van-genten, papegaaiduikers, kanaries en mussen. Veel voorkomende bomen zijn de filao's, takamaka's, pistachebomen, banyans en slaapbomen.

## Geschiedenis
Bij vissers en schippers uit de Maldiven was de Chagosarchipel al lange tijd bekend. Zij kenden de archipel als Fōlhavahi of Hollhavai. Ze zagen de eilanden echter als te ver en te afgelegen om zich er permanent te vestigen.
De eerste Europeaan die de Chagosarchipel ontdekte was Vasco da Gama, begin 16e eeuw. Portugese zeelieden gaven de archipel zijn naam, maar namen nooit de moeite de eilanden te koloniseren. De eilanden waren vanwege hun afgelegen locatie niet van politieke of economische waarde.
De Fransen waren de eersten die bezit legden op de Chagosarchipel en maakten het een onderdeel van de kolonie Île de France (Frans-Mauritius). Op 27 april 1786 werden de Chagoseilanden en Diego Garcia overgenomen door de Britten, maar de overname werd pas voltooid na de nederlaag van Napoleon Bonaparte in 1814 toen Mauritius officieel een Britse kolonie werd (Brits-Mauritius). In 1965 werden de eilanden losgekoppeld van Brits-Mauritius en werd het Brits Indische Oceaanterritorium opgericht. De eilanden bleven dan ook Brits toen Mauritius drie jaar later onafhankelijk werd.
De eerste vaste bewoners van de archipel arriveerden in de 18e eeuw. Dit was onderdeel van een plan van de Fransen om de archipel geschikt te maken voor permanente bewoning. Er werden werkers naar de archipel gestuurd om op de eilanden grote plantages op te zetten en olie te produceren. Die tweede handel leverde de archipel de bijnaam “olie-eilanden” op. De meeste van deze werkers waren Afrikanen, maar er kwamen ook een paar Indiërs. De toezichthouders van de plantages waren Fransen en de arbeiders mogelijk slaven. Midden 20e eeuw werd duidelijk dat de plantages een mislukking vormden, maar de nakomelingen van oorspronkelijke werkers en hun families waren inmiddels op de eilanden ingeburgerd.
Tussen 1967 en 1971 werd de hele populatie van de archipel (circa 1500 personen) door de Britse overheid gedwongen te verhuizen naar Mauritius om plaats te maken voor een Brits-Amerikaanse legerbasis op Diego Garcia. Aan de internationale gemeenschap werd verteld dat de eilanden geen permanente bewoners hadden. De verdrevenen kregen hiervoor aanvankelijk £ 650.000 voor de verhuiskosten, maar na onderhandelingen deed de overheid hier nog eens £ 4 miljoen pond bij. De meeste mensen kwamen echter in krottenwijken terecht. De huizen van de Chagossianen bestaan nog steeds, maar zijn sinds het vertrek van de inwoners vervallen tot ruïnes. De meeste dorpen zijn geheel overwoekerd.
Op 25 februari 2019 heeft het Internationaal Gerechtshof de uitspraak gedaan dat de 'dekolonisatie' onwettig is geweest en dat het bestuur moet worden opgeheven door het Verenigd Koninkrijk. Buitenlandse zaken van het Verenigd Koninkrijk antwoordde dat het een mening was en geen wettelijk bindend oordeel. Op 22 mei 2019 heeft de Algemene Vergadering van de Verenigde Naties gestemd over een niet-bindende resolutie om de Chagosarchipel onder het gezag van Mauritius te brengen. 116 naties stemden voor, 6 naties tegen en 56 naties onthielden zich van stemming. De Britse Foreign and Commonwealth Office (FCO) stelde dat het Verenigd Koninkrijk de claim van soevereiniteit door Mauritius niet erkent. De eilanden zullen worden overgedragen als ze niet langer nodig zijn voor defensieve taken. Met de Verenigde Staten heeft het Verenigd Koninkrijk zeker tot 2036 een militaire basis op Diego Garcia van waaruit Afghanistan en Irak werden gebombardeerd.
Op 3 oktober 2024 werd bekend gemaakt dat het Verenigd Koninkrijk van plan is om de archipel over te dragen aan Mauritius, hoewel Diego Garcia met militaire basis met die functie voor 99 jaar behouden blijft voor het VK en de Verenigde Staten.
Eind mei 2025 werden de eilanden onderdeel van Mauritius na het tekenen van de overdrachtspapieren van het Verenigd Koninkrijk naar Mauritius.